# Gabinete Ishiba II
El segundo gabinete de Shigeru Ishiba es el actual gobierno de Japón, encabezado por el líder del Partido Liberal Democrático, Shigeru Ishiba, como primer ministro. El gobierno fue nombrado por el Emperador de Japón Naruhito el 11 de noviembre de 2024, tras las elecciones parlamentarias del 27 de octubre, integrado por el Partido Liberal Democrático y el Kōmeitō como gobierno de minoría.

## Antecedentes
Luego de la salida de Fumio Kishida como primer ministro, tras varias críticas a su gobierno por la vinculación de varios ministros con la Iglesia de la Unificación —relacionada con el asesinato del ex primer ministro Shinzo Abe—, Kishida presentó su dimisión como jefe de gobierno y como líder del Partido Liberal Democrático (PLD). Ante esta situación, la formación llevó a cabo unas elecciones internas para elegir a su sucesor al frente del partido y, por ende, del gobierno. Finalmente, fue elegido Shigeru Ishiba, quien se impuso por un margen de cinco puntos porcentuales a su rival, la hasta entonces ministra de Seguridad Económica, Sanae Takaichi.
Tras su elección, Ishiba formó el Gabinete Ishiba I, que asumió funciones el 1 de octubre de 2024. Así, se convirtió en el primer gobierno en la historia de Japón encabezado por un primer ministro de fe cristiana. Un mes después, se celebraron elecciones parlamentarias. Según las encuestas, se preveía que el PLD podría continuar cómodamente con su gobierno de coalición. Sin embargo, sorpresivamente, el PLD perdió 70 escaños y su socio de gobierno, el Kōmeitō, perdió 8, lo que provocó la pérdida de la mayoría absoluta que mantenían desde 2011.
Tras este revés electoral, se especuló con una posible dimisión de Ishiba, al convertirse en el primer primer ministro desde 2011 en no revalidar la mayoría absoluta en la Cámara. No obstante, el líder del PLD descartó su renuncia y anunció su intención de formar un gobierno en minoría, ya que su partido seguía siendo el más votado. Posteriormente, el emperador japonés lo nombró nuevamente primer ministro y le encargó la formación del nuevo gobierno.

## Apoyo parlamentario
| Cámara                   | Candidatos      | Candidatos        | Fecha                                                            | Total          | Total          |
| Cámara                   | Candidatos      | Candidatos        | Fecha                                                            | Primera Vuelta | Segunda Vuelta |
| ------------------------ | --------------- | ----------------- | ---------------------------------------------------------------- | -------------- | -------------- |
| Cámara de Representantes |                 | Shigeru Ishiba    | 11 de noviembre de 2024 Mayoría absoluta requerida (1ª Votación) | 221/465        | 221/465        |
| Cámara de Representantes |                 | Yoshihiko Noda    | 11 de noviembre de 2024 Mayoría absoluta requerida (1ª Votación) | 151/465        | 160/465        |
| Cámara de Representantes |                 | Nobuyuki Baba     | 11 de noviembre de 2024 Mayoría absoluta requerida (1ª Votación) | 38/465         |                |
| Cámara de Representantes |                 | Yuichiro Tamaki   | 11 de noviembre de 2024 Mayoría absoluta requerida (1ª Votación) | 28/465         |                |
| Cámara de Representantes |                 | Taro Yamamoto     | 11 de noviembre de 2024 Mayoría absoluta requerida (1ª Votación) | 9/465          |                |
| Cámara de Representantes |                 | Tomoko Tamura     | 11 de noviembre de 2024 Mayoría absoluta requerida (1ª Votación) | 8/465          |                |
| Cámara de Representantes |                 | Shuji Kira        | 11 de noviembre de 2024 Mayoría absoluta requerida (1ª Votación) | 4/465          |                |
| Cámara de Representantes |                 | Sōhei Kamiya      | 11 de noviembre de 2024 Mayoría absoluta requerida (1ª Votación) | 3/465          |                |
| Cámara de Representantes |                 | Takashi Kawamura  | 11 de noviembre de 2024 Mayoría absoluta requerida (1ª Votación) | 3/465          |                |
| Cámara de Representantes | Votos Invalidos | Votos Invalidos   | 11 de noviembre de 2024 Mayoría absoluta requerida (1ª Votación) | 0/465          | 84/465         |
|                          |                 |                   |                                                                  |                |                |
| Cámara de Consejeros     |                 | Shigeru Ishiba    | 11 de noviembre de 2024 Mayoría absoluta requerida (1ª Votación) | 142/242        |                |
| Cámara de Consejeros     |                 | Yoshihiko Noda    | 11 de noviembre de 2024 Mayoría absoluta requerida (1ª Votación) | 46/242         |                |
| Cámara de Consejeros     |                 | Nobuyuki Baba     | 11 de noviembre de 2024 Mayoría absoluta requerida (1ª Votación) | 18/242         |                |
| Cámara de Consejeros     |                 | Yuichiro Tamaki   | 11 de noviembre de 2024 Mayoría absoluta requerida (1ª Votación) | 11/242         |                |
| Cámara de Consejeros     |                 | Tomoko Tamura     | 11 de noviembre de 2024 Mayoría absoluta requerida (1ª Votación) | 11/242         |                |
| Cámara de Consejeros     |                 | Taro Yamamoto     | 11 de noviembre de 2024 Mayoría absoluta requerida (1ª Votación) | 5/242          |                |
| Cámara de Consejeros     |                 | Sōhei Kamiya      | 11 de noviembre de 2024 Mayoría absoluta requerida (1ª Votación) | 1/242          |                |
| Cámara de Consejeros     |                 | Shuji Kira        | 11 de noviembre de 2024 Mayoría absoluta requerida (1ª Votación) | 1/242          |                |
| Cámara de Consejeros     |                 | Toshimitsu Motegi | 11 de noviembre de 2024 Mayoría absoluta requerida (1ª Votación) | 1/242          |                |
| Cámara de Consejeros     |                 | Shinsuke Suematsu | 11 de noviembre de 2024 Mayoría absoluta requerida (1ª Votación) | 1/242          |                |
| Fuente: NHK              |                 |                   |                                                                  |                |                |

## Gabinete Ministerial

### Primer ministro de Japón
| Fotografía | Primer ministro | Período                 | Período     | Partido | Partido |
| Fotografía | Primer ministro | Inicio                  | Fin         | Partido | Partido |
| ---------- | --------------- | ----------------------- | ----------- | ------- | ------- |
|            | Shigeru Ishiba  | 11 de noviembre de 2024 | En el cargo |         |         |

### Ministerios
| Ministerio                                        | Fotografía | Titular            | Período                 | Período            | Partido | Partido |
| Ministerio                                        | Fotografía | Titular            | Inicio                  | Fin                | Partido | Partido |
| ------------------------------------------------- | ---------- | ------------------ | ----------------------- | ------------------ | ------- | ------- |
| Agricultura, Ganadería y Pesca                    |            | Taku Etō           | 11 de noviembre de 2024 | 21 de mayo de 2025 |         |         |
| Agricultura, Ganadería y Pesca                    |            | Shinjirō Koizumi   | 21 de mayo de 2025      | En el cargo        |         |         |
| Asuntos Exteriores                                |            | Takeshi Iwaya      | 11 de noviembre de 2024 | En el cargo        |         |         |
| Defensa                                           |            | Gen Nakatani       | 11 de noviembre de 2024 | En el cargo        |         |         |
| Economía, Comercio, Industria y Descarbonización  |            | Yoji Muto          | 11 de noviembre de 2024 | En el cargo        |         |         |
| Educación, Cultura, Deporte, Ciencia y Tecnología |            | Toshiko Abe        | 11 de noviembre de 2024 | En el cargo        |         |         |
| Finanzas y Servicios Públicos                     |            | Katsunobu Katō     | 11 de noviembre de 2024 | En el cargo        |         |         |
| Infraestructura, Transporte y Turismo             |            | Hiromasa Nakano    | 11 de noviembre de 2024 | En el cargo        |         |         |
| Interior y Comunicaciones                         |            | Seiichiro Murakami | 11 de noviembre de 2024 | En el cargo        |         |         |
| Justicia                                          |            | Keisuke Suzuki     | 11 de noviembre de 2024 | En el cargo        |         |         |
| Medio Ambiente                                    |            | Keiichiro Asao     | 11 de noviembre de 2024 | En el cargo        |         |         |
| Reconstrucción                                    |            | Tadahiko Ito       | 11 de noviembre de 2024 | En el cargo        |         |         |
| Salud, Empleo y Bienestar                         |            | Takamaro Fukuoka   | 11 de noviembre de 2024 | En el cargo        |         |         |
| Transformación Digital                            |            | Masaaki Taira      | 11 de noviembre de 2024 | En el cargo        |         |         |

### Ministerios de Estado
| Ministerio                                                         | Fotografía | Titular        | Período            | Período     | Partido | Partido |
| Ministerio                                                         | Fotografía | Titular        | Inicio             | Fin         | Partido | Partido |
| ------------------------------------------------------------------ | ---------- | -------------- | ------------------ | ----------- | ------- | ------- |
| Resiliencia Nacional, Territorios Insulares y Política Oceánica    |            | Manabu Sakai   | 21 de mayo de 2025 | En el cargo |         |         |
| Infancia, Reto Demográfico e Igualdad                              |            | Junko Mihara   | 21 de mayo de 2025 | En el cargo |         |         |
| Reforma, Startups, Revitalización Económica y Política Fiscal      |            | Ryosei Akazawa | 21 de mayo de 2025 | En el cargo |         |         |
| Seguridad Económica, Ciencia y Tecnología                          |            | Minoru Kiuchi  | 21 de mayo de 2025 | En el cargo |         |         |
| Consumidor, Seguridad Alimentaria, Okinawa y Territorios del Norte |            | Yoshitaka Itō  | 21 de mayo de 2025 | En el cargo |         |         |